# Ferrari 642 F1
La Ferrari 642 F1, nota anche come F1-91, è una monoposto di Formula 1 che partecipò al Campionato mondiale di Formula 1 1991.

## Contesto e sviluppo
La 642 aveva il difficile compito di rimpiazzare la 641 che, dopo anni di crisi tecnica, aveva riportato la Scuderia Ferrari ad alti livelli di competitività nella massima categoria motoristica. Il progetto risultò pertanto profondamente influenzato da quello della monoposto progenitrice; segnatamente la seconda variante, introdotta in occasione del Gran Premio di San Marino 1990.
Le differenze progettuali erano minime e in gran parte dovute alle modifiche del regolamento frattanto intervenute: vennero ridotte le dimensioni delle ali, fu aumentata la potenza del motore 037 (che venne dotato di un'elettronica di nuova concezione fornita dalla Magneti Marelli), furono spostati i serbatoi di liquido (carburante, lubrificante, raffreddamento) dalle pance laterali alle spalle del pilota.

Il nuovo arrivo Alesi ed il confermato Prost presentano la 642 F1 al Mugello nel febbraio 1991

La 642 F1 fu mostrata in pubblico per la prima volta all'autodromo internazionale del Mugello il 18 febbraio 1991.

## Carriera agonistica
Il progetto era da considerarsi "nato vecchio" e non più adeguato ai tempi: nel mentre le altre squadre di punta, su tutte la Williams, avevano infatti presentato vetture radicalmente innovative sia dal punto di vista meccanico che da quello aerodinamico.
A tale base problematica si sommarono scelte di sviluppo nefaste: ad esempio lo spostamento dei liquidi provocò un innalzamento del baricentro della vettura, squilibrandone gravemente l'assetto e la distribuzione dei pesi; ciò, abbinato allo schema sospensivo adottato (anch'esso analogo a quello dell'anno precedente), espose la monoposto a forti vibrazioni sull'asse anteriore. In definitiva la competitività della monoposto ne risultò gravemente compromessa.
Al debutto in pista, sul circuito di Phoenix, il progetto apparve ancora competitivo: Alain Prost si piazzò secondo alle spalle della McLaren MP4/6 di Ayrton Senna, mentre il suo compagno di squadra Jean Alesi, pur ritirandosi, fece segnare il giro più veloce in gara. 
Già a partire dal secondo appuntamento stagionale, in Brasile, i limiti della monoposto divennero tuttavia palesi: in tale gara le McLaren andarono entrambe a podio, separate dalla Williams FW14 di Riccardo Patrese, mentre le Ferrari dovettero accontentarsi del quarto posto di Prost e del sesto di Alesi, a notevole distacco.

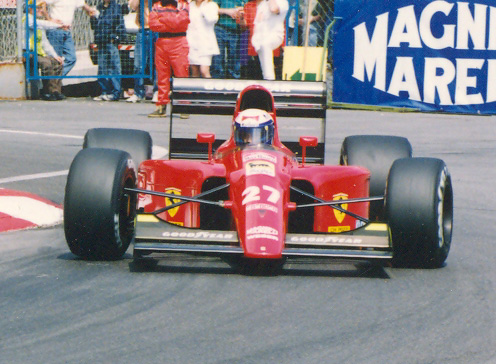
Prost sulla 642 F1 in versione definitiva nel Gran Premio di Monaco 1991

Intuendo la necessità di intervenire sulla monoposto per renderla più competitiva, in vista della terza gara stagionale i tecnici di Maranello introdussero pance laterali allungate nella parte posteriore e un airscope ingrandito, senza però ottenere risultati apprezzabili: a Imola Prost e Alesi non furono mai competitivi e non riuscirono neppure a terminare la gara, poiché il primo uscì di pista nel giro di ricognizione, mentre il secondo si ritirò mentre tentava di sorpassare la Tyrrell 020 di Stefano Modena.
Dopo un ulteriore podio estemporaneo di Alesi a Monaco e due prestazioni incolori in Canada e in Messico, la vettura fu accantonata e sostituita da un nuovo modello profondamente modificato nella scocca e nella fluidodinamica interna, la 643, che però non seppe risollevare le sorti stagionali del team.

## Risultati completi
| Anno | Vettura | Motore      | Gomme | Piloti      |     |   |     |   |     |     |  |  |  |  |  |  |  |  |  |  |  |  |  |  |  |  |  |  | Punti | Pos. |
| ---- | ------- | ----------- | ----- | ----------- | --- | - | --- | - | --- | --- |  |  |  |  |  |  |  |  |  |  |  |  |  |  |  |  |  |  | ----- | ---- |
| 1991 | 642 F1  | Ferrari 037 | G     | Alain Prost | 2   | 4 | NP  | 5 | Rit | Rit |  |  |  |  |  |  |  |  |  |  |  |  |  |  |  |  |  |  | 55,5  | 3º   |
| 1991 | 642 F1  | Ferrari 037 | G     | Jean Alesi  | Rit | 6 | Rit | 3 | Rit | Rit |  |  |  |  |  |  |  |  |  |  |  |  |  |  |  |  |  |  | 55,5  | 3º   |